# Pont Anitchkov
Le pont Anitchkov (en russe : Аничков мост) est un pont situé dans les quartiers anciens de la ville de Saint-Pétersbourg, en Russie, sur la rivière Fontanka, bras gauche du fleuve Néva. C'est le pont le plus connu de la Fontanka. Il est emprunté par la Perspective Nevski, l'avenue principale de la ville. Le pont actuel a été construit en 1841-1842, puis reconstruit en 1906-1908. Il est célèbre pour les quatre sculptures de chevaux (1849-1850) de Piotr Klodt qui le décorent.

## Historique
Le premier pont en bois date de 1715-1716 : il a été construit par l'ingénieur Mikhaïl Anitchkov à la demande de Pierre le Grand. La croissance de la population de la ville et de la circulation sur la Fontanka nécessita la construction d'un nouvel ouvrage avec pont levant en 1721. Le pont construit à l'époque était de type pont à tourelles comme sept autres ponts construits sur la Fontanka au XVIIIe siècle, dont le pont Lomonossov qui a conservé cette forme jusqu'à nos jours. Dans les années 1840, la présence des tourelles est devenue incompatible avec la circulation croissante sur la perspective Nevski. Un nouveau pont en pierre comportant trois arches et d'une largeur compatible avec la taille de l'avenue fut construit. En 1906-1908 le pont dut être consolidé. 

## Illustrations

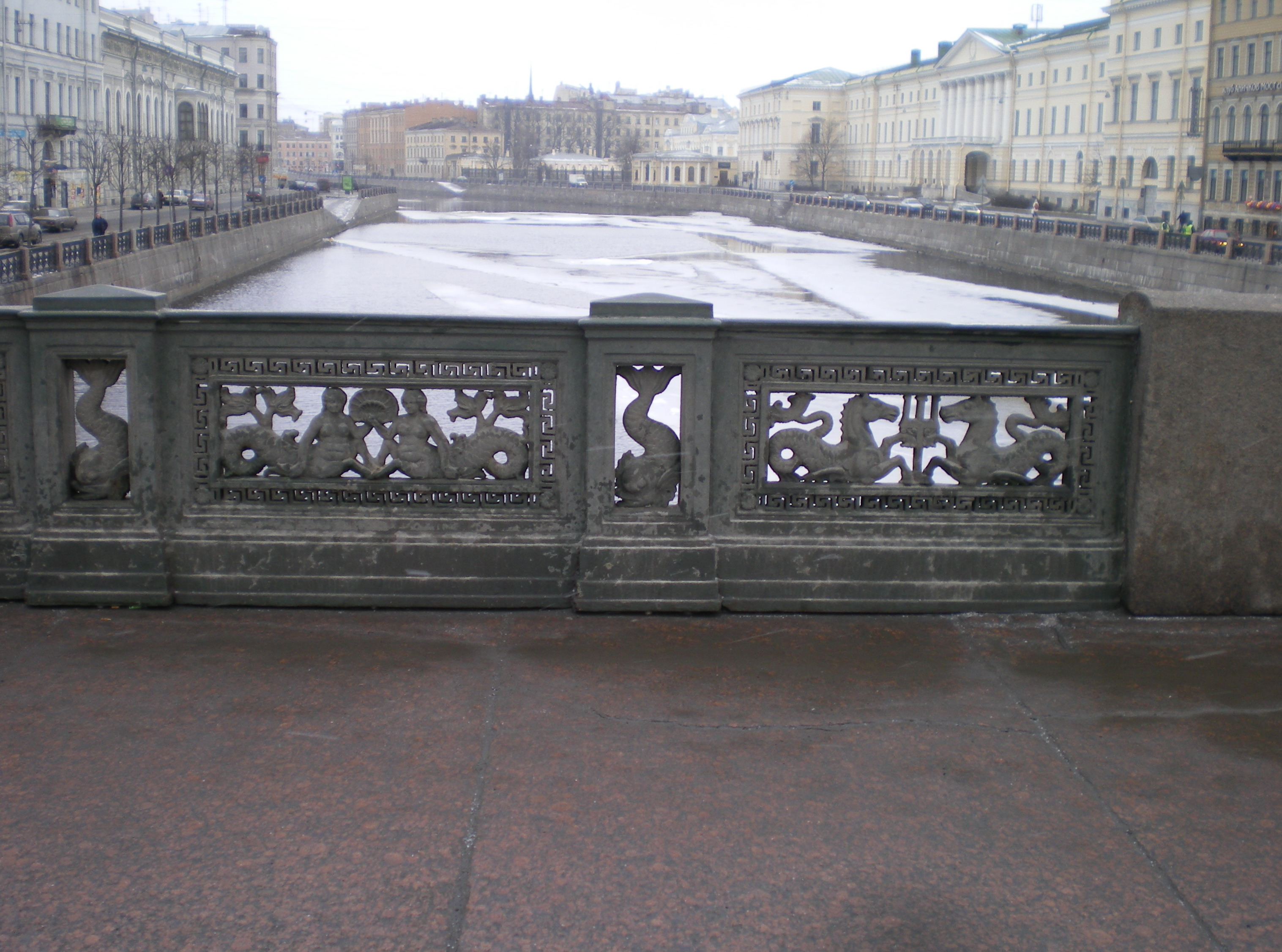
Parapet du pont Anitchkov: sirènes, hippocampes, coques et tridents.
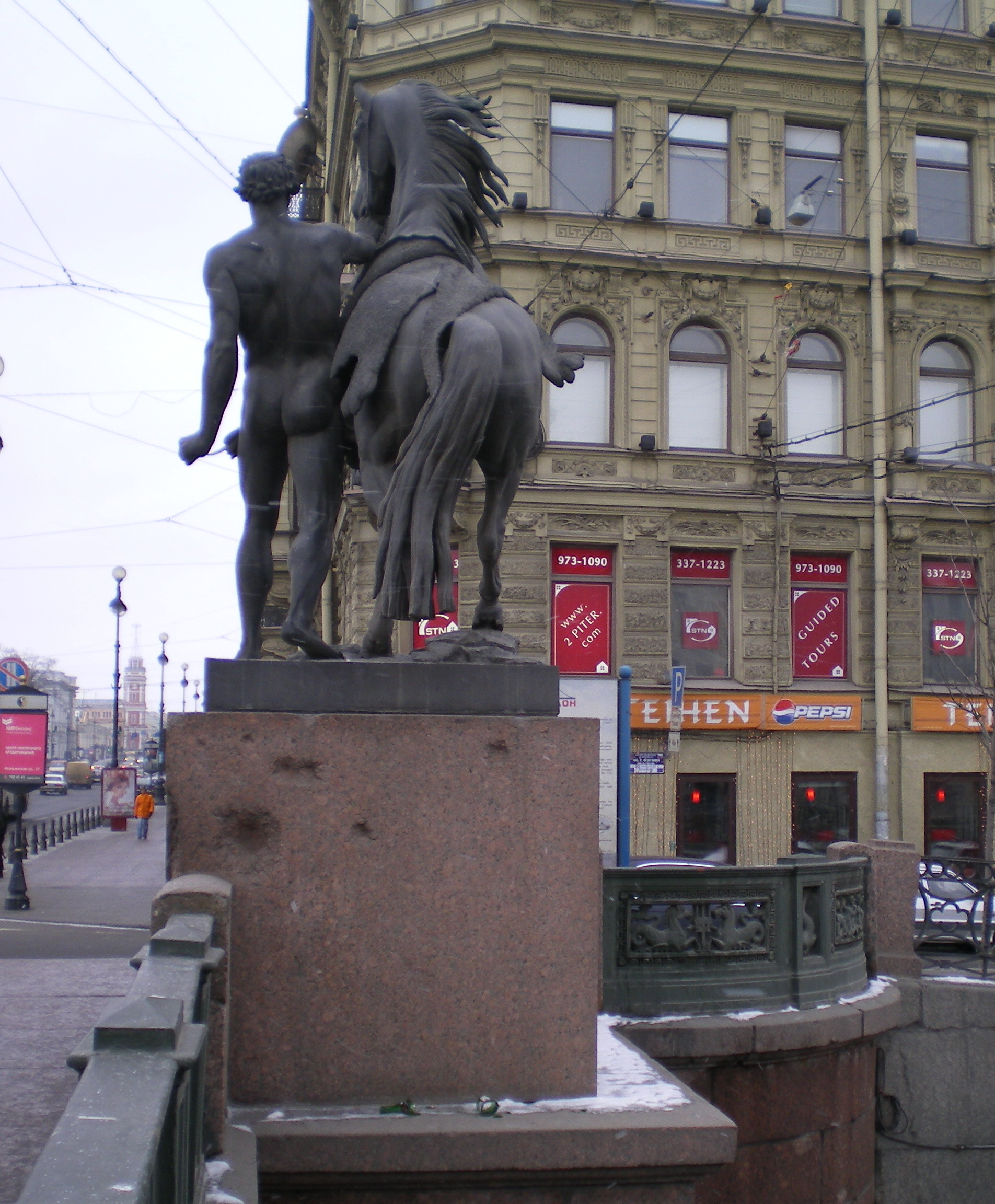
Vue d'une des statues.
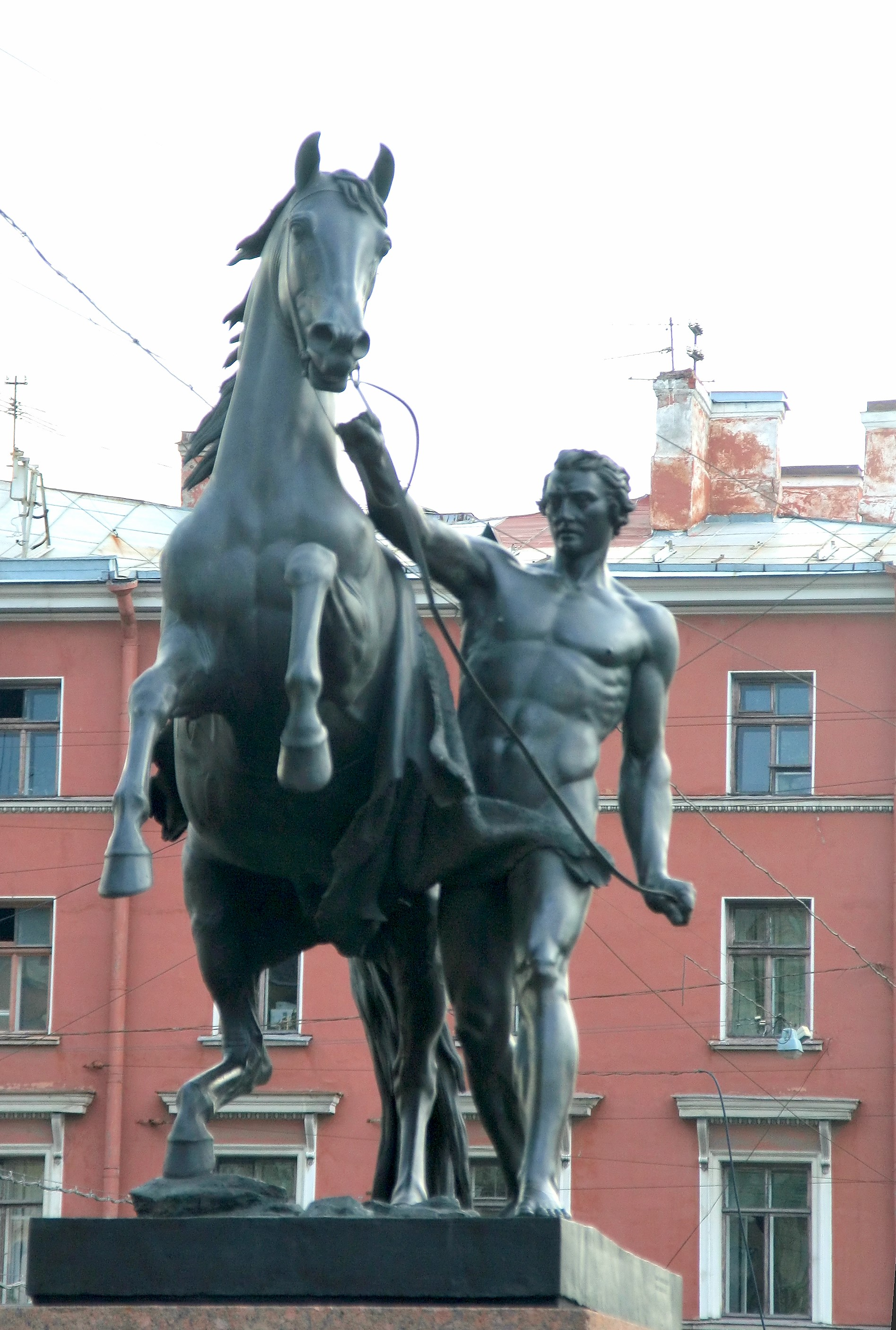
Statue du pont.
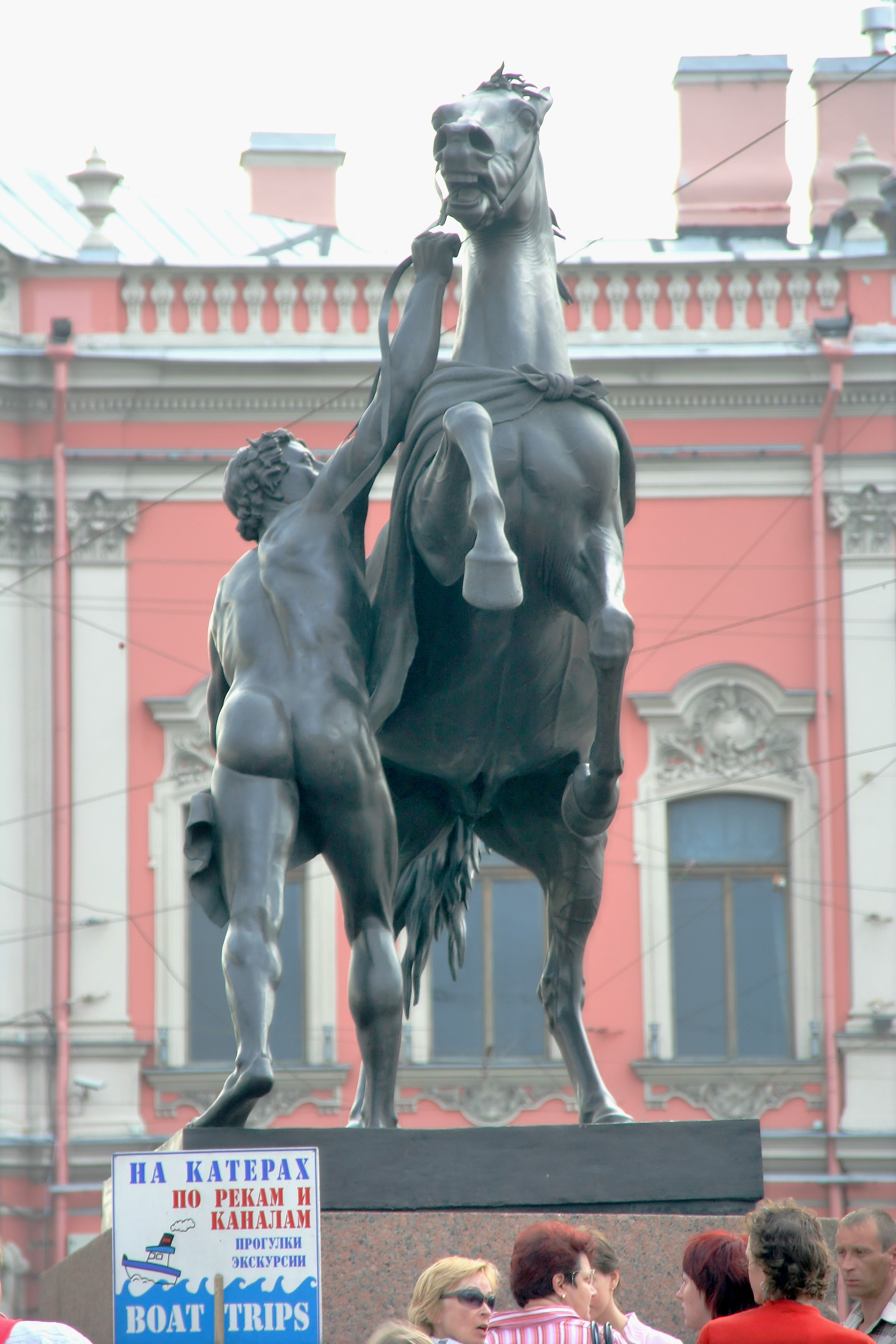
Statue d'un dompteur, avec le palais Belosselski-Belozerski en fond.
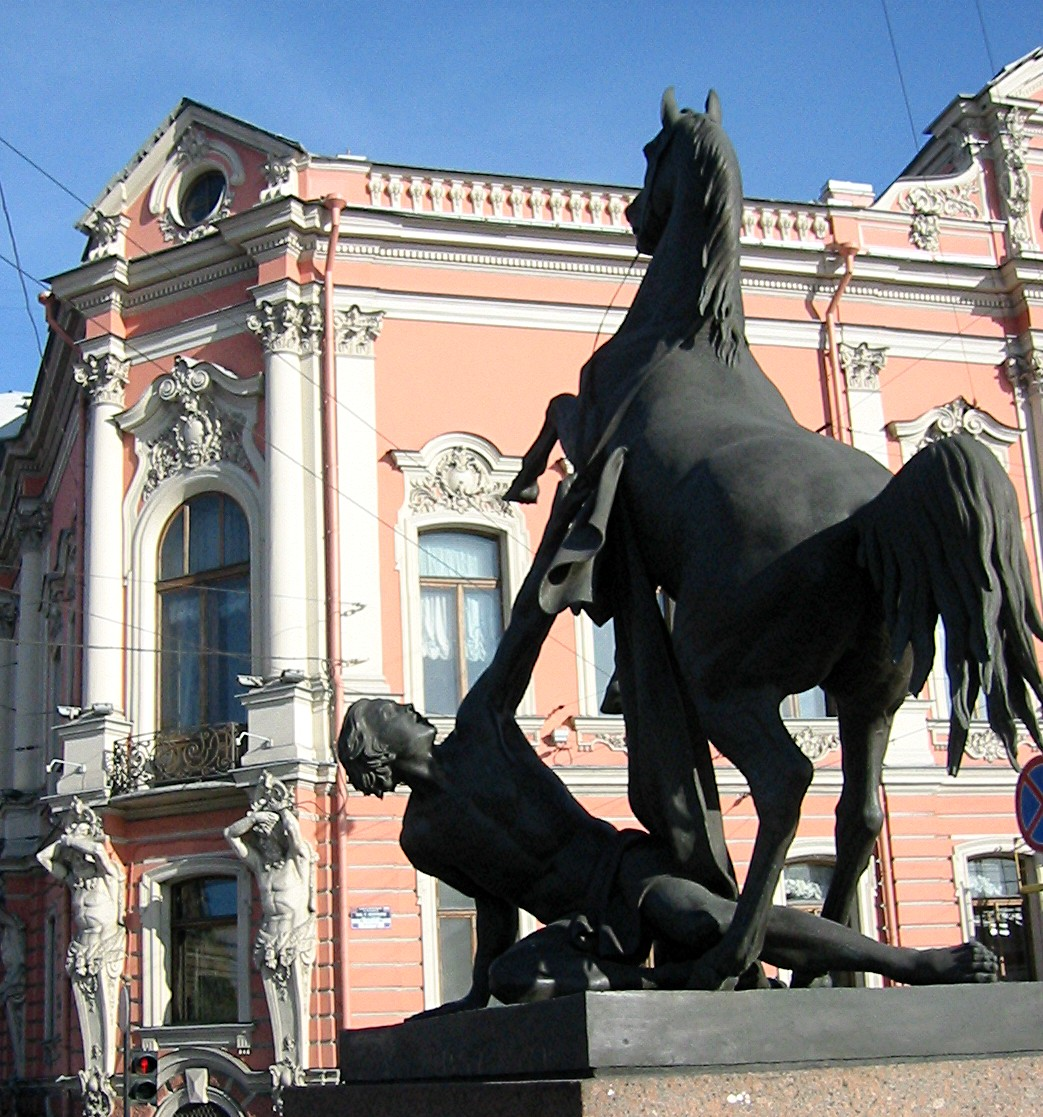
Dompteur à terre.
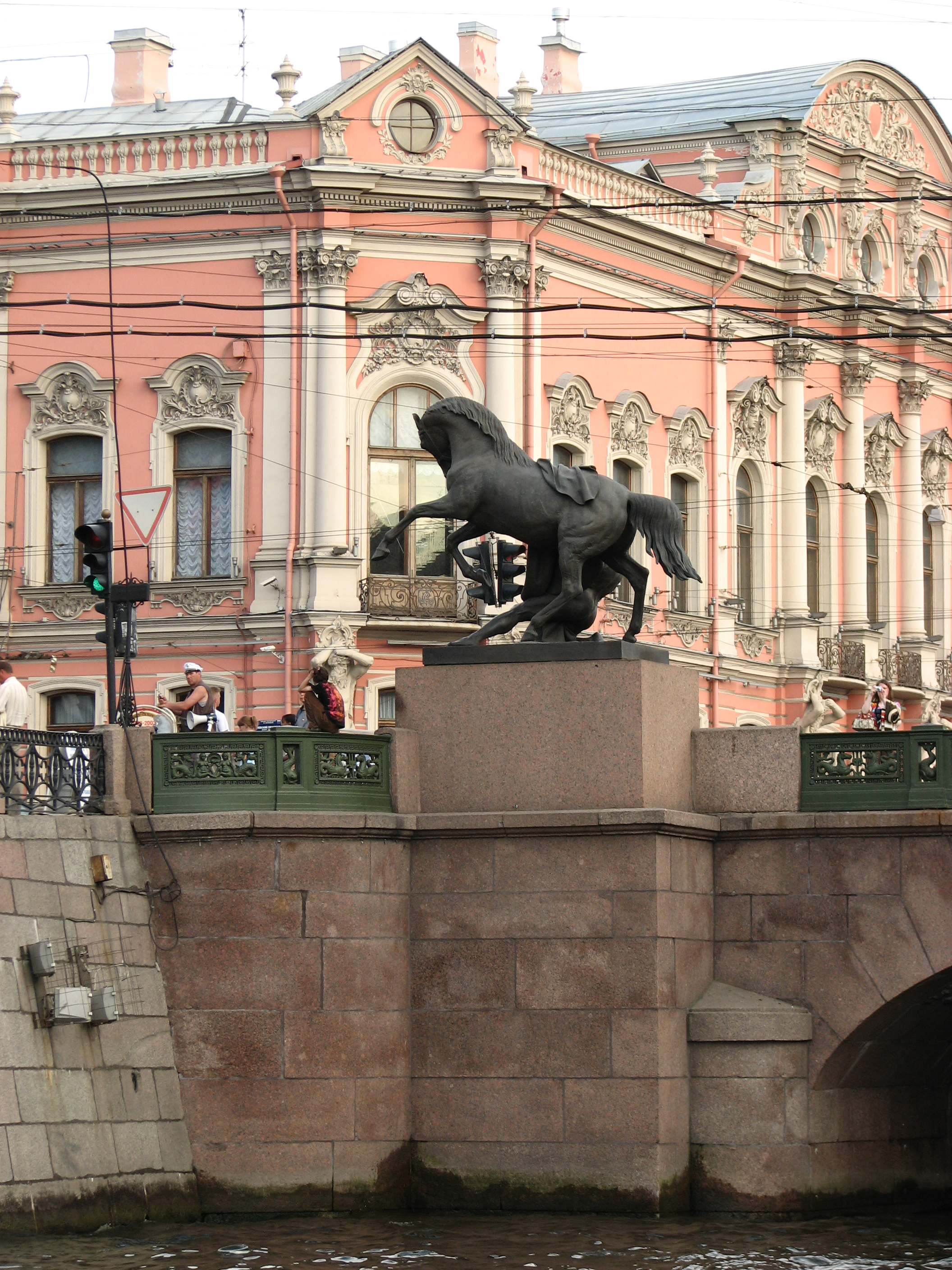
Statue avec le palais en fond.
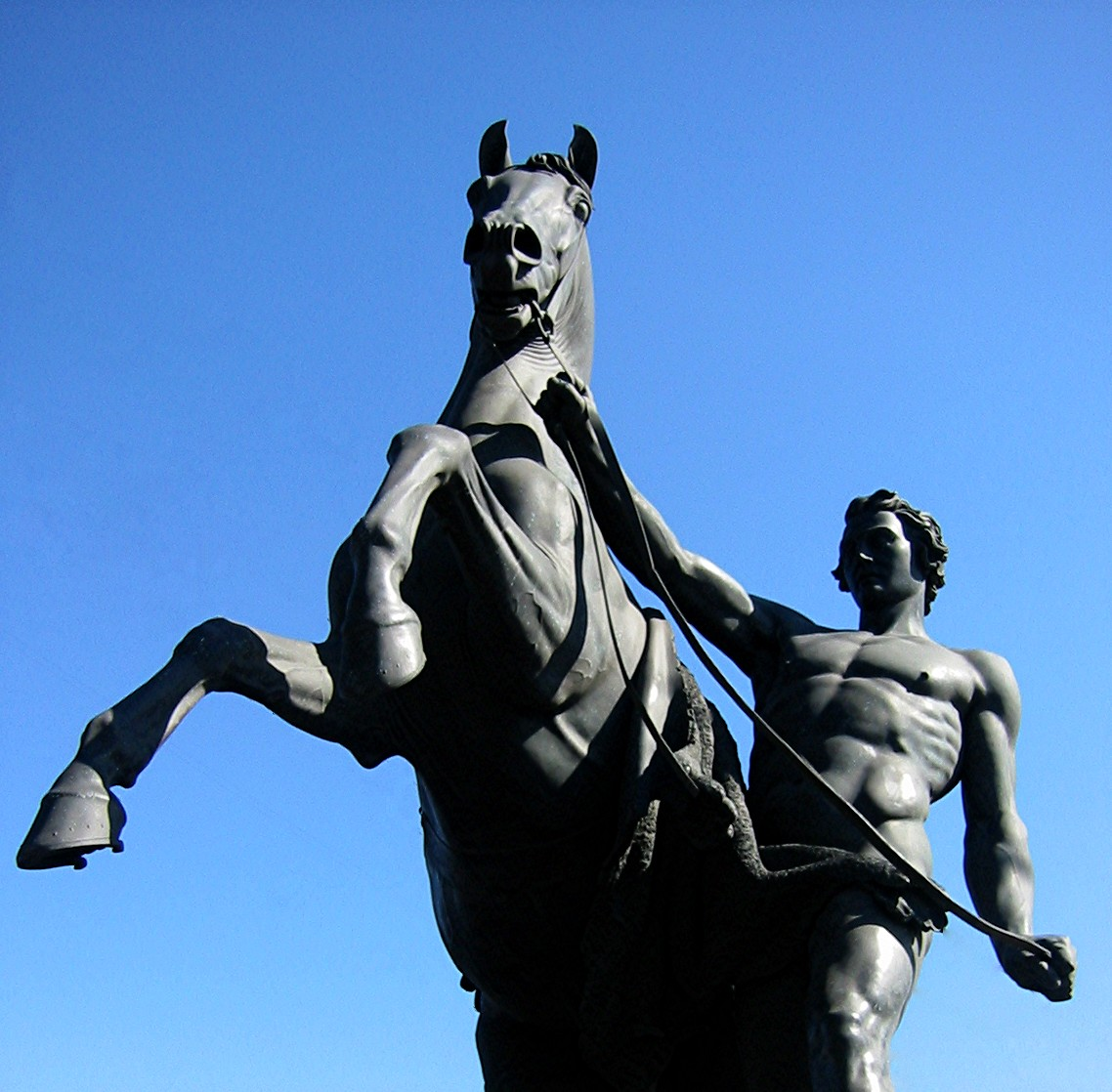
Détail sur fond de ciel.